# 永田真代
永田 真代（ながた まよ、1965年5月25日- ）は、日本の歌手。鹿児島県出身。
現在は、MAYOと名前を変えて福岡県を中心に活動中。

## 来歴
1990年、フォーライフ・レコードからシングル・アルバムW発売でメジャー・デビュー。
1993年から1994年までRKBラジオ「もっとももんが」のアシスタントを担当。
その頃リリースした「なごり雪」のカバーが「ももんが」のリスナーに支持された結果、同局の「RKBベスト歌謡50」内で長期間に渡り10位以内をキープした。

## ディスコグラフィー

### シングル
- BAD BOY（1990年3月21日）
  1. BAD BOY
- KISSの場所（1990年9月21日）
  1. KISSの場所
  2. 水の惑星
- 涙のスプラッシュ（1991年7月21日）
  1. 涙のスプラッシュ（テレビ朝日「スポーツフロンティア」エンディング曲）
  2. う・わ・さ
- 世紀末RAP族（1991年10月21日）
  1. 世紀末RAP族
  2. ギャンブラー
- なごり雪（1993年11月19日）イルカのカバー
  1. なごり雪
  2. 時に愛は

### アルバム
1. Pathos（1990年3月21日）音楽プロデューサー・全編曲：大村雅朗　全作詞：許瑛子
  1. BAD BOY　作曲：関根安里
  2. まだ泣きたくない　作曲：関根安里
  3. NOBODY KNOWS YOUR MIND　作曲：井上ヨシマサ
  4. TWILIGHT IN THE MEMORIES　作曲：川上明彦
  5. 離れていても　作曲：川上明彦
  6. Swinger　作曲：原田真二
  7. LOVING　作曲：関根安里
  8. 目隠しの恋　作曲：中西圭三&小西貴雄
  9. Through the night　作曲：中西圭三&小西貴雄
  10. Tender love　作曲：TSUKASA
2. JUST ME（1990年10月21日）
  1. 航海　　作詞：サエキけんぞう　作曲：小林武史
  2. KISSの場所　　作詞：松本隆　作曲：CHOKKAKU
  3. ダンスフリーク　　作詞：尾上文　作曲：小林武史
  4. Flap Inside　　作詞：宮原芽映・小林武史　作曲：小林武史
  5. JUST ME　　作詞・作曲：小林武史　
  6. 誰かが呼んでいる　作詞：尾上文　作曲：小倉博和
  7. Miss MのサイコAlibi　　作詞：松井五郎　作曲：羽田一郎
  8. ききわけのないCOOL　　作詞：松井五郎　作曲：CHOKKAKU
  9. 午後の光の中にいる　　作詞：尾上文　作曲：永田真代・小林武史
  10. 水の惑星　　作詞：松本隆　作曲：大森隆志
3. SEXISM（1991年10月21日）
  1. ギャンブラー
  2. 涙のスプラッシュ
  3. 世紀末RAP族
  4. ターザンに逢いたい
  5. elan vitalの夢
  6. 彼の知らないMOON
  7. 尾行
  8. SHORT LOVE
  9. SEXISM
  10. mum
  11. トランスフォーマー
  12. 迷路
  13. 涙のスプラッシュ

## ラジオ
- FMリクエストアワー（NHK-FM名古屋）